# اگوئینو رومولو تونگی
اگوئینو رومولو تونگی (به پرتغالی: Eugênio Rômulo Togni) هافبک اهل برزیل است که در شهر سائو لئوپولدو و در تاریخ ۹ سپتامبر ۱۹۸۲ به دنیا آمده‌است.
اگوئینو رومولو تونگی در تیم‌های فوتبال بلانوپونته سابقهٔ حضور دارد.